# تشارلز هاي
تشارلز هاي هو سياسي كندي، ولد في 28 أكتوبر 1843 في بورتاج لابريري في كندا، وتوفي في 14 نوفمبر 1924.